# Qorlortorsuaq
Qorlortorsuaq és un poble del districte de Nanortalik, al municipi de Kujalleq al sud de Groenlàndia, situat al lloc de la cascada més gran del país; la cascada també rep el nom de Qorlortorsuaq.
L'any 2020, la ciutat tenia només 4 habitants. La població està formada majoritàriament per pagesos. Qorlortorsuaq també acull l'única granja de truites del país.
Qorlortorsuaq és una ubicació de la presa hidroelèctrica de Qorlortorsuaq. La central hidroelèctrica forma part de l'objectiu del govern de Groenlàndia per substituir les centrals elèctriques de combustible fòssil per energies renovables, i és només un dels nombrosos projectes hidroelèctrics previstos per a la seva construcció. La planta ha permès desactivar els tres generadors dièsel envellits, els anomenats «generadors de combustible de búnker» fets amb motors antics de vaixells, que abans proporcionaven electricitat a les ciutats.